# Không gian hoàn toàn không liên thông
Trong tô pô và các nhánh liên quan của toán học, một không gian hoàn toàn không liên thông là một không gian tôpô không có tập con liên thông không tầm thường nào.

## Định nghĩa
Một không gian tôpô X được gọi là hoàn toàn không liên thông nếu các thành phần liên thông trong X là các tập hợp đơn điểm.
Tương tự, một không gian tôpô X là hoàn toàn không liên thông đường nếu các thành phần liên thông đường trong X là các tập hợp đơn điểm.

## Ví dụ
Sau đây là các ví dụ về không gian hoàn toàn không liên thông:
- Không gian rời rạc
- Các số hữu tỷ
- Các số vô tỷ
- Các số p-adic; tổng quát hơn, tất cả các nhóm profinite là hoàn toàn không liên thông.
- Tập hợp Cantor
- Không gian Baire
- Đường thẳng Sorgenfrey